# Стивенс, Кёртис
Кёртис Стивенс (англ. Curtis Stevens, род. 10 марта 1985 года, США) — американский боксёр-профессионал, выступающий в средней весовой категории (англ. Middleweight).

## Любительская карьера
В 2004 году на национальном чемпионате США, Стивенс взял золото в полутяжёлой весовой категории.

## Профессиональная карьера
В сентябре 2004 года Стивенс дебютировал на профессиональном ринге. За два года провёл 13 беспроигрышных поединков которые завершил преимущественно нокаутом, и в июле 2006 года неожиданно проиграл нокаутом венесуэльцу Маркому Премьере. В следующем поединке взял реванш, перебоксировав Премьеру по очкам.
16 июня 2007 года проиграл по очкам американцу, Андре Дирреллу.
11 июля 2009 года нокаутировал в третьем раунде непобеждённого польского боксёра, Петра Вильчевского (22-0). В следующем бою проиграл по очкам американцу, Джесси Бринкли.
Два года не выходил на ринг, и вернувшись в 2012 году начал побеждать опытных соперников. В августе 2013 года нокаутировал в 1-м раунде опытного мексиканского боксёра, Сауля Романа.

### Чемпионский бой с Геннадием Головкиным
2 ноября 2013 года в Нью Йорке на Madison Square Garden Стивенс проиграл в 8 раунде техническим нокаутом казахстанскому боксёру, чемпиону мира по версии WBA, Геннадию GGG Головкину. Во 2 раунде Головкин отправил в глубокий нокдаун Стивенса, но он смог встать и продолжить бой. В 4-м и 5-м раундах Стивенсу удавалось провести несколько удачных атак. В 8-м раунде после тотального избиения, Стивенс сумел достоять до гонга, но угол американца решил снять своего боксёра с боя. Стивенс проиграл отказом от продолжения поединка.
24 января 2014 года в рамках второй средней весовой категории, в Атлантик-Сити победил нокаутом в 1 раунде поляка Пшемыслава Маевского. Кёртис уже на десятой секунде боя левым джебом отправил в нокдаун поляка. Затем пошёл в атаку и второй раз Пшемек оказался на канвасе, после третьего нокдауна судья остановил бой который продолжался всего 45 секунд..

### Бой с Туреано Джонсоном
4 апреля 2014 года Кёртис Стивенс неожиданно столкнулся с отчаянным сопротивлением американца Туреано Джонсона (14-0), да таким, что к финальному десятому раунду поединка счёт был 87-84, 89-82 и 89-82 в пользу малоизвестного до этого дня Туреано. Несмотря на славу Стивенса как опаснейшего панчера, Джонсон сразу же без тени сомнения принял бой и стал смело вступать с соперником в размены. К удивлению зрителей, граничащим с удовольствием от созерцания яркого зрелища, Туреано перебивал фаворита, и только в пятом раунде, попав под несколько увесистых попаданий Кёртиса, оказался потрясён. Исходя из течения поединка, Джонсон должен был забирать бой единогласным решением судей, однако в финальной трёхминутке Стивенсу удалось потрясти его левым боковым и продолжил молниеносной серией ударов, рефери моментально остановил встречу в пользу Кёртиса. Разъярённая таким решением третьего в ринге команда проигравшего сразу же потребовал реванш.

### Претендентский бой с Хассаном Н'Жикамом
1 октября 2014 года, Стивенс встретился с бывшим временным чемпионом мира, камерунцем, Хассаном Н'Дамом Н'Жикамом. В поединке за статус обязательного претендента на титул чемпиона мира по версии IBF, во второй средней весовой категории, Стивенс проиграл по очкам, побывав в нокдауне в 8-м раунде. НЖикам контролировал ход поединка, и Стивенс попытался взять бой лишь в конце раунда, нанося множественные размашистые удары, но опытный камерунец выдержал напор американца, и не повторил ошибку Туреано Джонсона. Кёртис Стивенс проиграл по очкам.